# Оберзибенбрунн
Оберзибенбрунн (нем. Obersiebenbrunn) — ярмарочная коммуна (нем. Marktgemeinde) в Австрии, в федеральной земле Нижняя Австрия.
Входит в состав округа Гензерндорф. Население составляет 1595 человек (на 31 декабря 2005 года). Занимает площадь 26,93 км². Официальный код — 30842.

## Фотографии

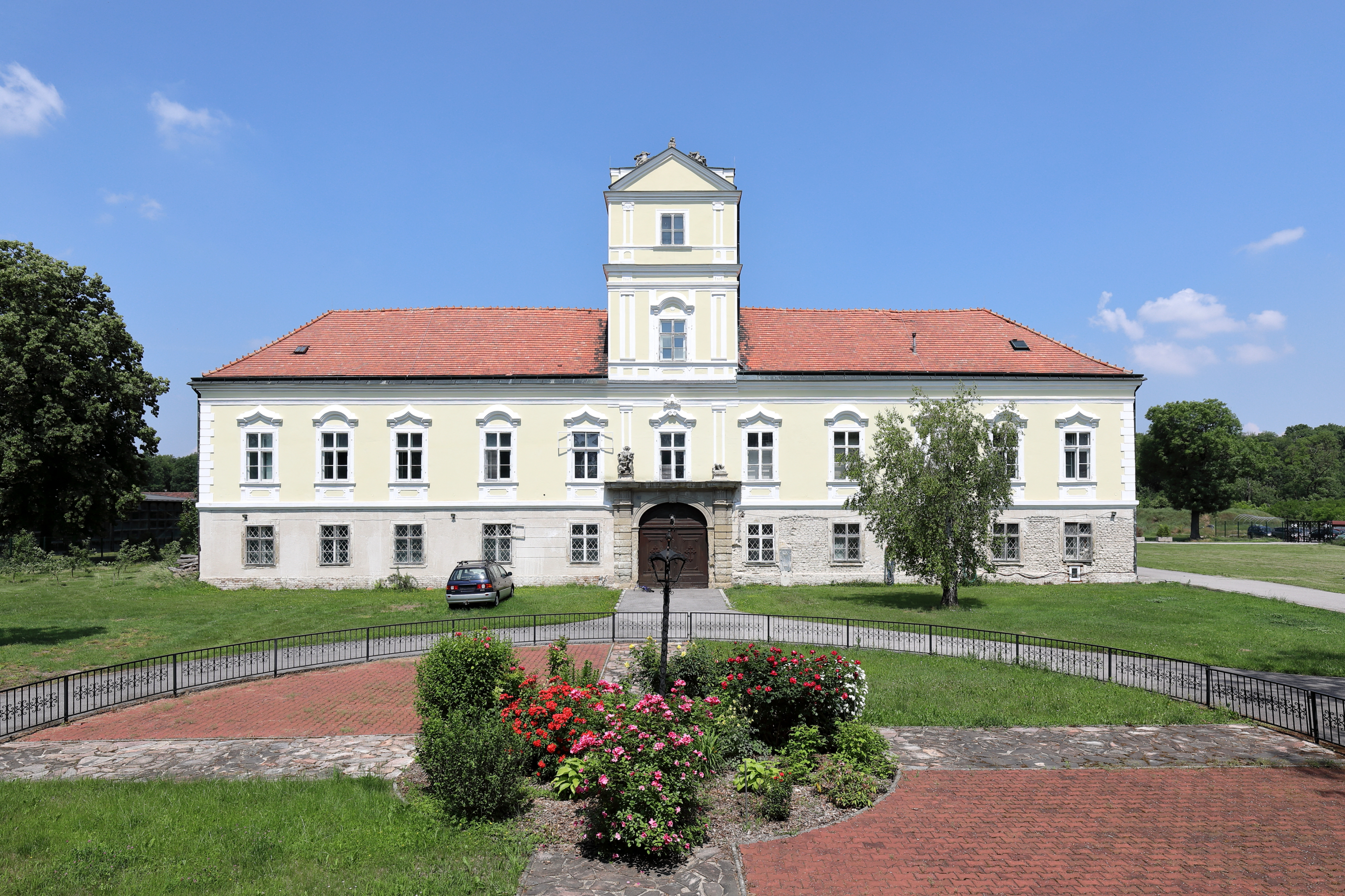
Замок
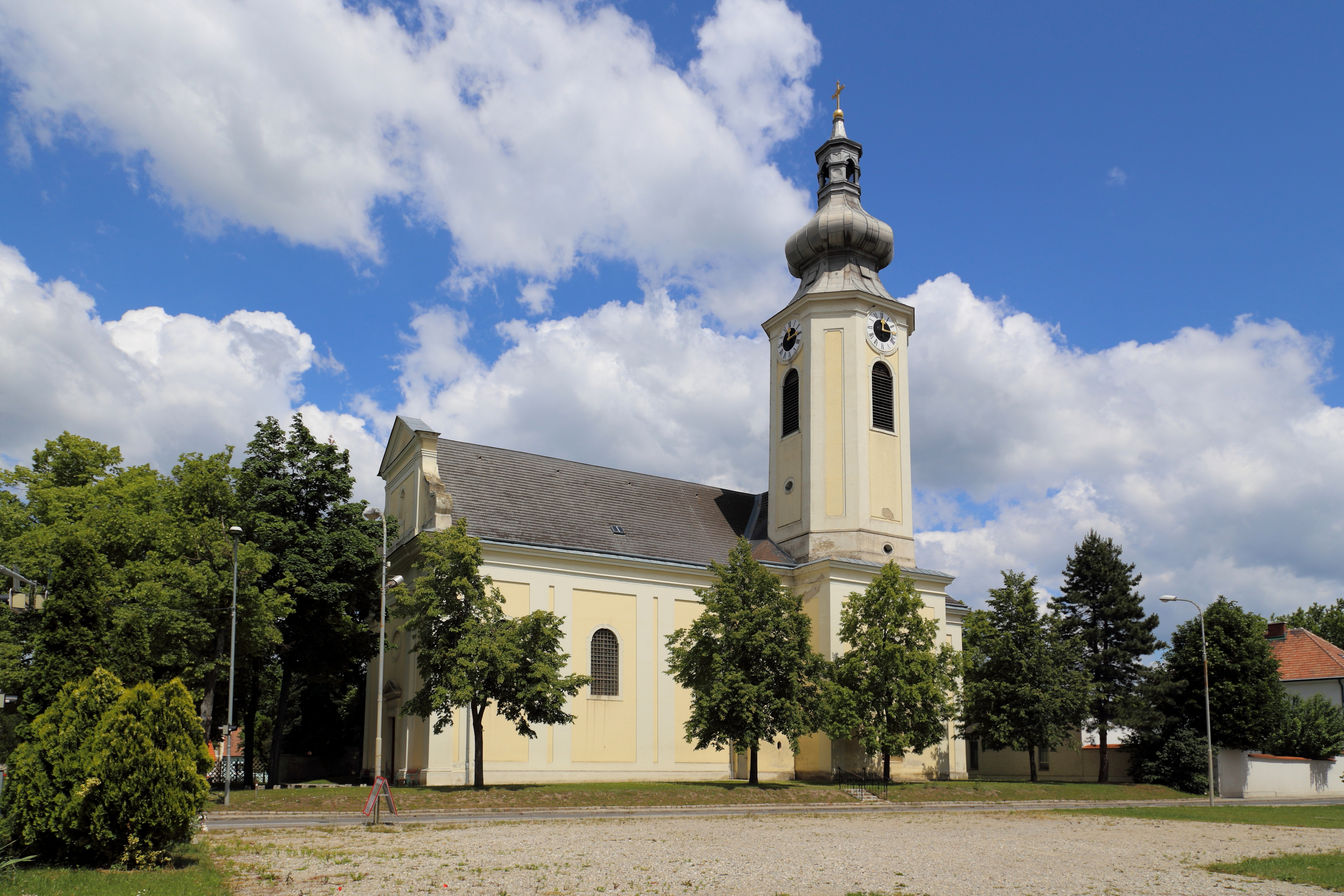
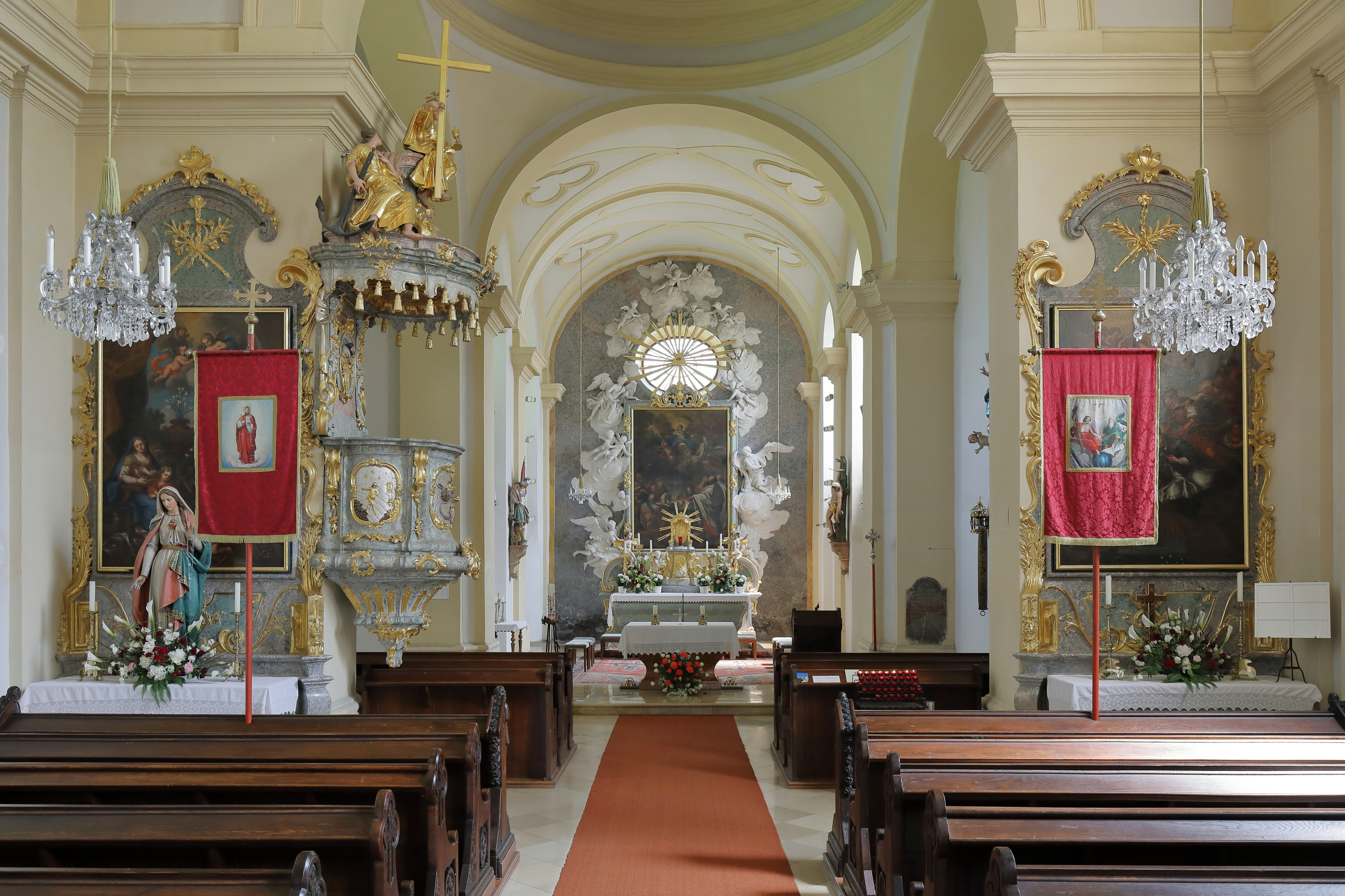

## Политическая ситуация
Бургомистр коммуны — Андреас Зиннхубер по результатам выборов 2005 года.
Совет представителей коммуны (нем. Gemeinderat) состоит из 19 мест.
- Партия OBL занимает 8 мест.
- СДПА занимает 7 мест.
- АНП занимает 4 места.